# مسؤول الخادم
يمتلك مسؤول الخادم، أو مشرف الخادم السيطرة الكاملة على الخادم. وقد يكون ذلك في سياق تنظيم الأعمال، حيث يراقب مسؤول الخادم أداء وحالة العديد من الخوادم الموجودة في الشركة، أو قد يكون في سياق شخص مفرد يدير خادم لعبة.
وعادةً ما يمثل المشرف على الخادم مالكي وممولي هذا الخادم. ويمكن للمالك، بدلاً من ذلك، منح حقوق المسؤول إلى لاعب منتظم (أو عضو سري ) على الخادم.
يلعب مسؤول الخادم دورًا في تصميم وتثبيت وإدارة وتحسين خوادم الشركة والمكونات ذات الصلة بها لتحقيق الأداء العالي لتطبيقات الشركة المتنوعة المدعومة بضبط الخوادم حسب الضرورة. ويتضمن ذلك ضمان توفير تطبيقات العميل/الخادم والتأكد من جميع التطبيقات الجديدة وتطوير العمليات والإجراءات الخاصة باستمرار إدارة بيئة الخادم. وعند الاقتضاء، سيقوم مسؤول الخادم بالمساعدة في مراقبة الأمان المادي والتكامل والسلامة لمركز/خادم البيانات.